# Coupe de Suisse de football 1935-1936
Navigation
Édition précédente Édition suivante
La Coupe de Suisse 1935-1936 est la onzième édition de la Coupe de Suisse. Le Young Fellows Zurich remporte son premier titre en battant en finale le Servette FC .

## Compétition

### Quarts de finale
Les quarts de finale ont lieu le 2 février 1936 sauf le match du FC Berne qui a lieu le 12 février.
| Équipe 1            | Résultat | Équipe 2             |
| ------------------- | -------- | -------------------- |
| FC Lugano           | 1 - 5    | Young Fellows Zurich |
| Servette FC         | 3 - 0    | FC Lucerne           |
| Football Club Berne | 8 - 0    | FC Locarno           |
| BSC Young Boys      | 5 - 0    | FC Aarau             |

### Demi-finales
Les demi-finales ont lieu le 1 mars 1936
| Équipe 1             | Résultat | Équipe 2            |
| -------------------- | -------- | ------------------- |
| Servette FC          | 1 - 1    | Football Club Berne |
| Young Fellows Zurich | 4 - 1    | BSC Young Boys      |

Match d'appui le 25 mars 1936 :
| Équipe 1            | Résultat | Équipe 2    |
| ------------------- | -------- | ----------- |
| Football Club Berne | 2 - 2    | Servette FC |

Le Servette FC est qualifié au tirage au sort.

### Finale
| 13 avril 1936 | Young Fellows Zurich | 2 - 0   | Servette FC | Stade du Hardturm, Zurich |                     |
|               |                      | (1 - 0) |             | Spectateurs : 6 500       | Spectateurs : 6 500 |